# Allothyrium
Allothyrium — монотиповий рід грибів родини Asterinaceae. Назва вперше опублікована 1939 року.

## Класифікація
До роду Allothyrium відносять 1 вид:
- Allothyrium marcgraviae.

## Поширення та середовище існування
Знайдений на Marcgravia rectiflora в Еквадорі.